# Poliana Moça
Poliana Moça (título en español: Poliana Moza) es una telenovela brasileña producida y transmitida por SBT que se emitió del 21 de marzo de 2022 al 24 de mayo de 2023. La telenovela es una secuela de As Aventuras de Poliana y está basada en el libro Pollyanna crece, escrito por Eleanor H. Porter. Desarrollada por Íris Abravanel, Poliana Moça fue dirigida por Ricardo Mantoanelli y está protagonizada por Sophia Valverde, Igor Jansen, Dalton Vigh, Thaís Melchior, Otávio Martins, João Pedro Delfino, Luísa Bresser y Lucas Burgatti.

## Elenco
| Actor/Actriz        | Personaje                              |
| ------------------- | -------------------------------------- |
| Sophia Valverde     | Poliana D'Ávila Monteiro (Poli)        |
| Igor Jansen         | João Goulart Vasconcellos              |
| Dalton Vigh         | César Pendleton / Otto Monteiro (Otto) |
| Dalton Vigh         | Richard Pendleton (joven)              |
| Thaís Melchior      | Luísa D'Ávila Pessoa Monteiro          |
| Otávio Martins      | Roger Pessoa                           |
| João Pedro Delfino  | Pinóquio / Pinot / Luc2                |
| Luísa Bresser       | Helena Rogatto                         |
| Lucas Burgatti      | Eric Mascarenhas                       |
| Murilo Cezar        | Marcelo Pessoa                         |
| Pedro Lemos         | Waldisney da Silva                     |
| Allana Lopes        | Celeste Ricci Abrahão                  |
| Bella Chiang        | Song Park                              |
| Davi Campolongo     | Bento Goulart                          |
| Giovanni De Lorenzi | Luca Della Torre (LucaTuber)           |
| Enzo Krieger        | Luigi Vinhedo Antunes                  |
| Bel Moreira         | Raquel D'Ávila Rios                    |
| Amanda Acosta       | Eugênia Rogatto                        |
| Marcello Airoldi    | Davi Rogatto                           |
| Myrian Rios         | Ruth Goulart Vasconcelos               |
| Junno Andrade       | Renato Araújo                          |
| Guilherme Boury     | Sérgio Antunes                         |
| Marat Descartes     | Durval D'Ávila                         |
| Maria Gal           | Gleyce Soares Oliver                   |
| Flávia Pavanelli    | Brenda Castanheira Telles              |
| Clarisse Abujamra   | Glória Pessoa                          |
| Lílian Blanc        | Branca Delfino                         |
| Jitman Vibranovski  | Antônio Novaes                         |

### Participaciones especiales
| Actor/Actriz    | Personaje                      |
| --------------- | ------------------------------ |
| Marcos Oliveira | Romeo Kollody                  |
| André Mattos    | Emanuel Ribeiro                |
| Stella Miranda  | Valdinéia da Silva / Vanderléa |
| Fábio Beltrão   | Nicholas (Nerd)                |
| Danilo Gentili  | Él mismo                       |
| Murilo Couto    | Él mismo                       |
| Any Gabrielly   | Ella misma                     |

## Audiencia
| Temporada | Episodios | Primera emisión     | Primera emisión              | Última emisión     | Última emisión               | Prom. de espectadores (Puntos de rating) |
| Temporada | Episodios | Fecha               | Audiencia (Puntos de rating) | Fecha              | Audiencia (Puntos de rating) | Prom. de espectadores (Puntos de rating) |
| --------- | --------- | ------------------- | ---------------------------- | ------------------ | ---------------------------- | ---------------------------------------- |
| 1         | 307       | 21 de marzo de 2022 | 9,1                          | 24 de mayo de 2023 | 6,0                          | 6,2                                      |